# كوزموبوليتان (مجلة)
كوزمابولتين (بالإنجليزية: Cosmopolitan) هي مجلة دولية للمرأة. صدرت لأول مرة في 1886 في الولايات المتحدة كمجلة للأسرة، وتحولت لاحقا إلى مجلة أدبية، وأصبحت في نهاية المطاف مجلة نسائية أواخر عام 1960. المجلة معروفة أيضا باسم كوزمو ومحتواها الحالي يتضمن مقالات عن العلاقات والجنس، الصحة، وظائف، تطوير الذات، المشاهير، فضلا عن الموضة والجمال. نشرتها شركة هيرست في 63 إصدار دولي، وطبعت في 36 لغة ووزعت في أكثر من 100 دولة.

## روابط خارجية
- كوزمابولتين على موقع الموسوعة البريطانية (الإنجليزية)
- كوزمابولتين على موقع روتن توميتوز (الإنجليزية)